# Katja Nyberg
Katja Johanna Alice Nyberg (Estocolmo, 24 de agosto de 1979) é uma ex-handebolista profissional norueguesa, campeã olímpica.